# Sary
Sary (ukr. Сари) – wieś na Ukrainie, w obwodzie połtawskim, w rejonie myrhorodzkim. W 2001 liczyła 2437 mieszkańców, wśród których 2405 jako ojczysty język wskazało ukraiński, 23 rosyjski, 1 mołdawski, 2 węgierski, 1 bułgarski, 1 białoruski, 1 ormiański, 2 polski, a 1 niemiecki.